# توماس جي. سكالي
توماس جي. سكالي هو سياسي أمريكي، ولد في 19 سبتمبر 1868 في ساوث أمبوي في الولايات المتحدة، وتوفي بنفس المكان في 14 ديسمبر 1921. نشط حزبياً في الحزب الديمقراطي. وقد انتخب عضو مجلس النواب الأمريكي ‏.